# Division 1 2012-2013 (pallamano maschile)
La Division 1 2012 - 2013 è stata la 61ª edizione del torneo di primo livello del campionato francese di pallamano maschile.

Esso venne organizzato dalla FFHB.

La competizione è iniziata il 13 settembre 2012 e si è conclusa il 6 giugno 2013.

Il torneo fu vinto dal Paris Saint-Germain Handball per la 1ª volta nella sua storia.

A retrocedere in Division 2 2013-2014 furono l'Union Sportive Créteil Handball e il Billère Handball.

## Formula del torneo
Il campionato si svolse tra 14 squadre che si affrontarono con la formula del girone unico all'italiana con partite di andata e ritorno.

Per ogni incontro i punti assegnati in classifica sono così determinati:
- due punti per la squadra che vinca l'incontro;
- un punto per il pareggio;
- zero punti per la squadra che perda l'incontro.

La squadra 1ª classificata al termine del campionato fu proclamata campione di Francia.

## Squadre partecipanti
| Città                   | Club                | Palasport                                 | Stagione precedente            |
| ----------------------- | ------------------- | ----------------------------------------- | ------------------------------ |
| Aix-en-Provence         | Pays d'Aix          | Gymnase Val de l'Arc                      | 1ª in Division 2 2011-2012     |
| Billère                 | Billère             | Sporting d'Este                           | 2ª in Division 2 2011-2012     |
| Cesson-Sévigné e Rennes | Cesson-Rennes       | Le Liberté                                | 10ª in Division 1 2011-2012    |
| Chambéry                | Chambéry            | Le Phare                                  | 2ª in Division 1 2011-2012     |
| Créteil                 | Créteil             | Palais des sports Robert-Oubron           | 8ª in Division 1 2011-2012     |
| Dunkerque               | Dunkerque           | Stades de Flandres                        | 5ª in Division 1 2011-2012     |
| Ivry-sur-Seine          | Ivry                | Gymnase Auguste-Delaune                   | 9ª in Division 1 2011-2012     |
| Montpellier             | Montpellier         | Palais des sports René-Bougnol            | Campione di Francia            |
| Nantes                  | Nantes              | Palais des sports de Beaulieu             | 4ª in Division 1 2011-2012     |
| Parigi                  | Paris-Saint Germain | Stade Pierre de Coubertin                 | 12ª in Division 1 2011-2012    |
| Saint-Raphaël           | Saint-Raphaël       | Palais des sports Jean-François Krakowski | 3ª in Division 1 2011-2012     |
| Sélestat                | Sélestat            | CSI Sélestat                              | 7ª in Division 1 2011-2012     |
| Tolosa                  | Fenix Toulouse      | Palais des sports André-Brouat            | 6ª in Division 1 2011-2012\|}  |
| Tremblay-en-France      | Tremblay            | Palais des sports                         | 11ª in Division 1 2011-2012\|} |

## Classifica
|                    | Pos. | Squadra                 | Pt | G  | V  | N | S  | GF  | GS  | D    | Note / Qualificazioni                     |
| ------------------ | ---- | ----------------------- | -- | -- | -- | - | -- | --- | --- | ---- | ----------------------------------------- |
| Francia (bandiera) | 1.   | Paris-Saint Germain     | 49 | 26 | 24 | 1 | 1  | 870 | 699 | +171 | Fase a gironi Champions League 2013-14    |
|                    | 2.   | Dunkerque               | 39 | 26 | 18 | 3 | 5  | 744 | 672 | +72  | Fase a gironi Champions League 2013-14    |
|                    | 3.   | Montpellier (C) (F) (L) | 38 | 26 | 17 | 4 | 5  | 857 | 759 | +98  | Fase preliminare Champions League 2013-14 |
|                    | 4.   | Chambéry                | 34 | 26 | 15 | 4 | 7  | 752 | 723 | +29  | 2º turno EHF Cup 2013-14                  |
|                    | 5.   | Nantes                  | 34 | 26 | 15 | 4 | 7  | 732 | 665 | +67  | 2º turno EHF Cup 2013-14                  |
|                    | 6.   | Saint-Raphaël           | 27 | 26 | 12 | 3 | 11 | 746 | 745 | +1   |                                           |
|                    | 7.   | Cesson-Rennes           | 26 | 26 | 11 | 4 | 11 | 686 | 710 | -24  |                                           |
|                    | 8.   | Sélestat                | 21 | 26 | 9  | 3 | 14 | 740 | 774 | -34  |                                           |
|                    | 9.   | Pays d'Aix (N)          | 21 | 26 | 8  | 5 | 13 | 767 | 784 | -17  |                                           |
|                    | 10.  | Ivry                    | 21 | 26 | 9  | 3 | 14 | 657 | 700 | -43  |                                           |
|                    | 11.  | Fenix Toulouse          | 20 | 26 | 8  | 4 | 14 | 759 | 787 | -28  |                                           |
|                    | 12.  | Tremblay                | 18 | 26 | 8  | 2 | 16 | 714 | 717 | -3   |                                           |
|                    | 13.  | Créteil                 | 16 | 26 | 7  | 2 | 17 | 711 | 763 | -52  | Retrocesso in Division 2 2013-2014        |
|                    | 14.  | Billère                 | 0  | 26 | 0  | 0 | 26 | 608 | 845 | -237 | Retrocesso in Division 2 2013-2014        |

Legenda:
- (C): Campioni in carica
- (F): Detentore Coppa di Francia
- (L): Detentore Coppa di Lega
- (N): Neopromosse

## Campioni
| Campione di Francia 2012-2013          |
| -------------------------------------- |
| Paris Saint-Germain Handball 1º titolo |

## Classifica marcatori
Di seguito viene riportata la classifica dei primi 3 miglior realizzatori del torneo.
| Pos. | Nazione            | Nome             | Club     | Reti |
| ---- | ------------------ | ---------------- | -------- | ---- |
| 1    | Francia (bandiera) | Matthieu Drouhin | Tremblay | 180  |
| 2    | Spagna (bandiera)  | Valero Rivera    | Nantes   | 176  |
| 3    | Francia (bandiera) | Hugo Descat      | Créteil  | 154  |